# Dimensionerande händelser
Dimensionerande händelser är ett begrepp som används inom riskanalys och riskhantering. Det kan beskrivas som "det som trots åtgärder ändå kan hända".
Exempelvis kan det vid bensinstationer finnas en rad åtgärder och mekanismer för att undvika brand kring pumparna. Det kan dock, trots alla tänkbara åtgärder, ske olyckor. Om någon tänder en cigarett eller på andra sätt skapar en gnista så kan detta tända bensinångorna, antingen från pump eller bil.